# Osterwieck

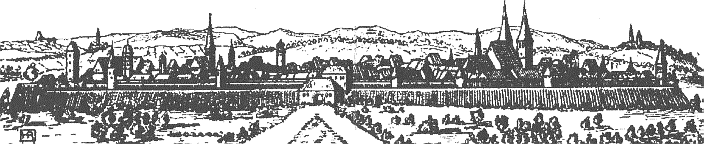
Osterwieck um 1641

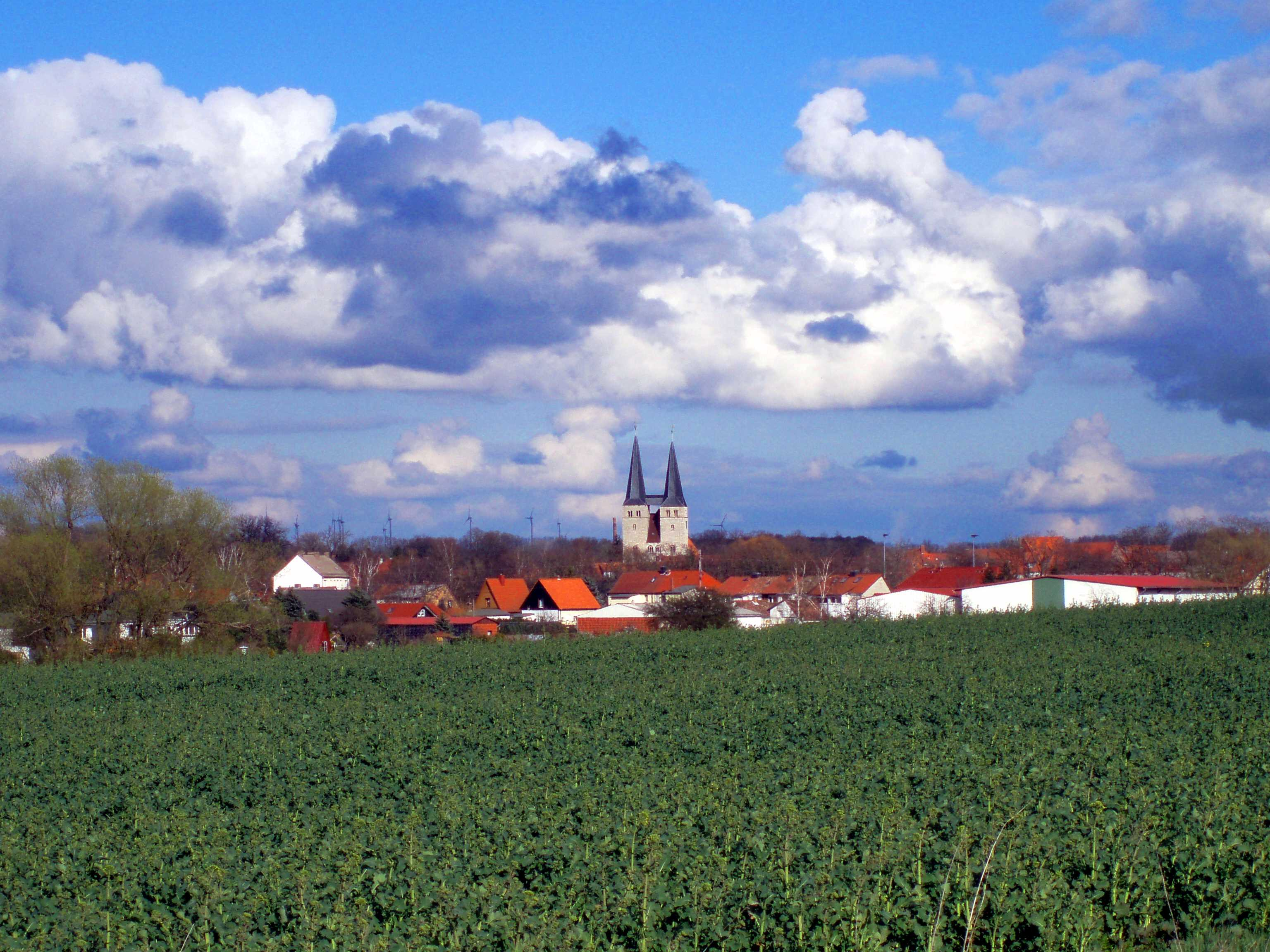
Blick auf Osterwieck

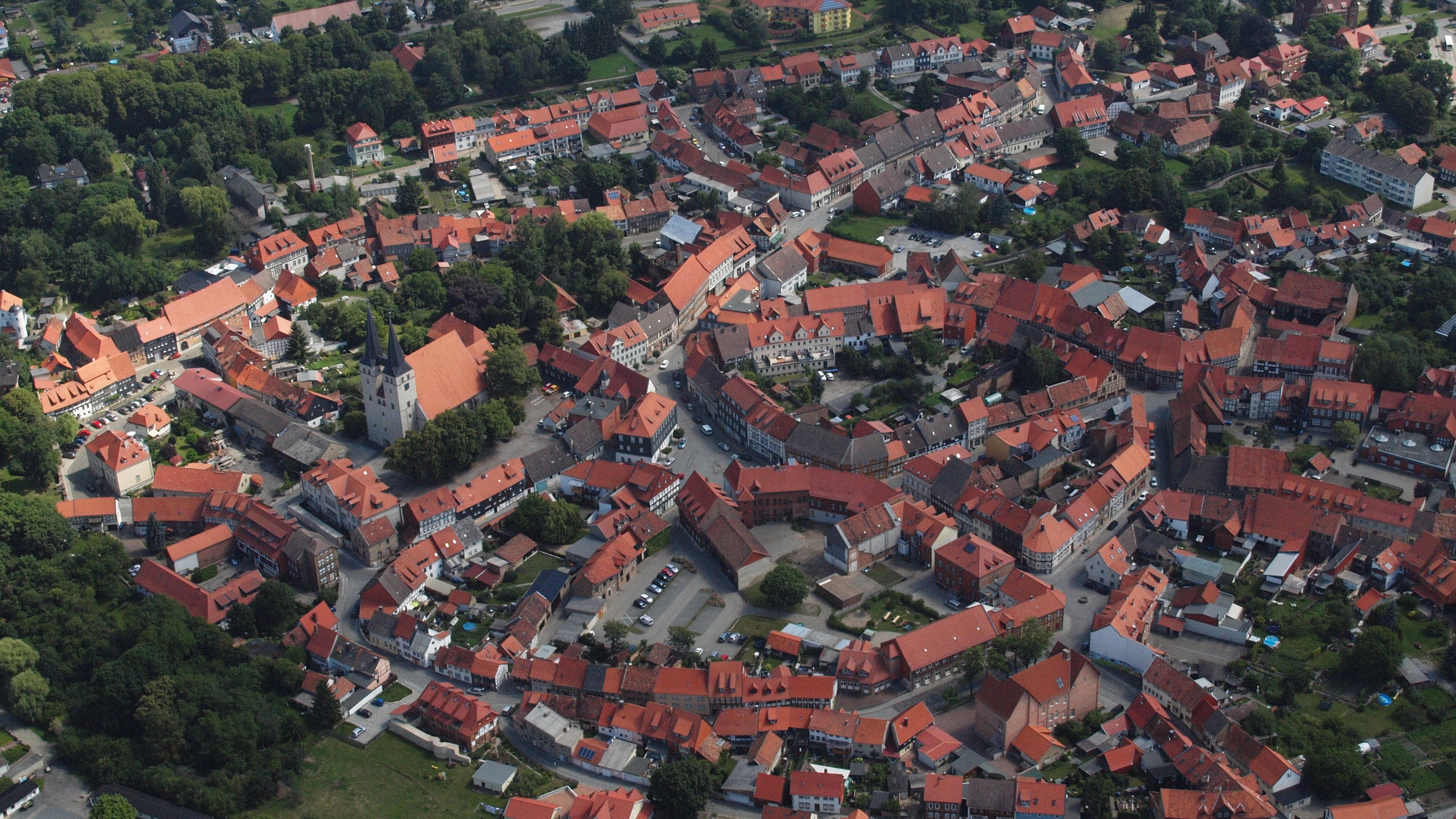
Osterwieck, Luftaufnahme 2014

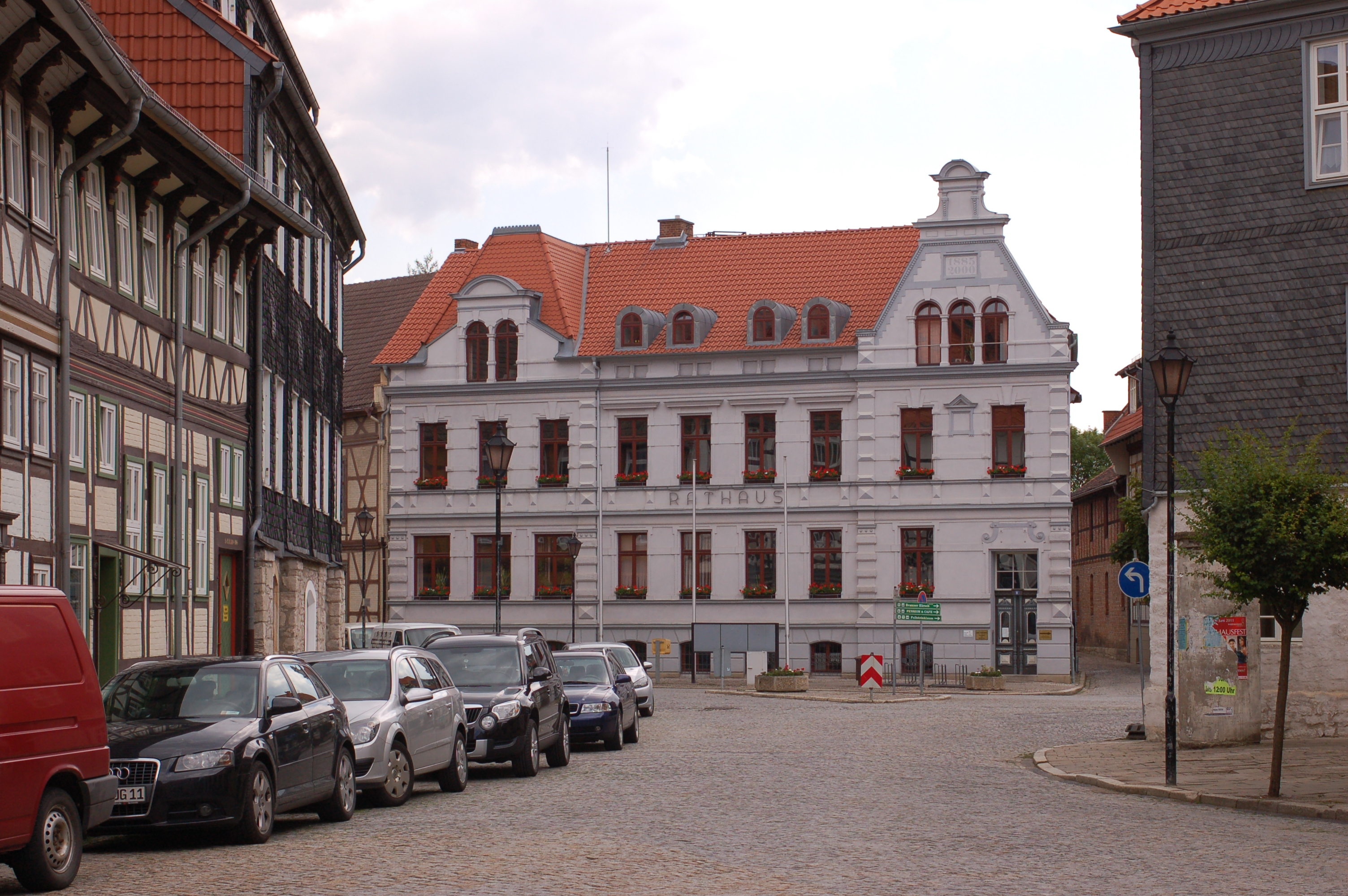
Rathaus von Osterwieck

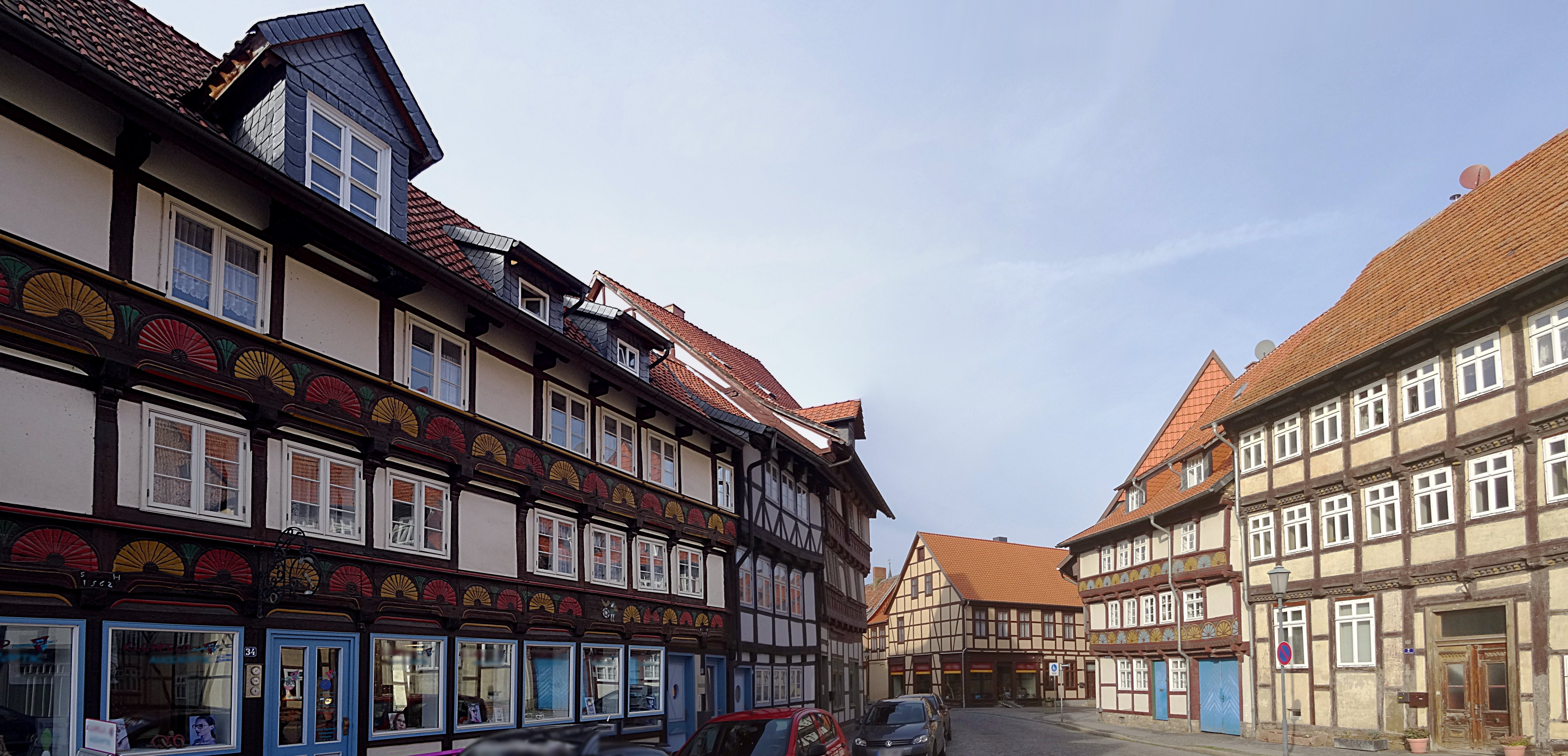
Reichverzierte Hausfassaden in der Neukirchenstraße

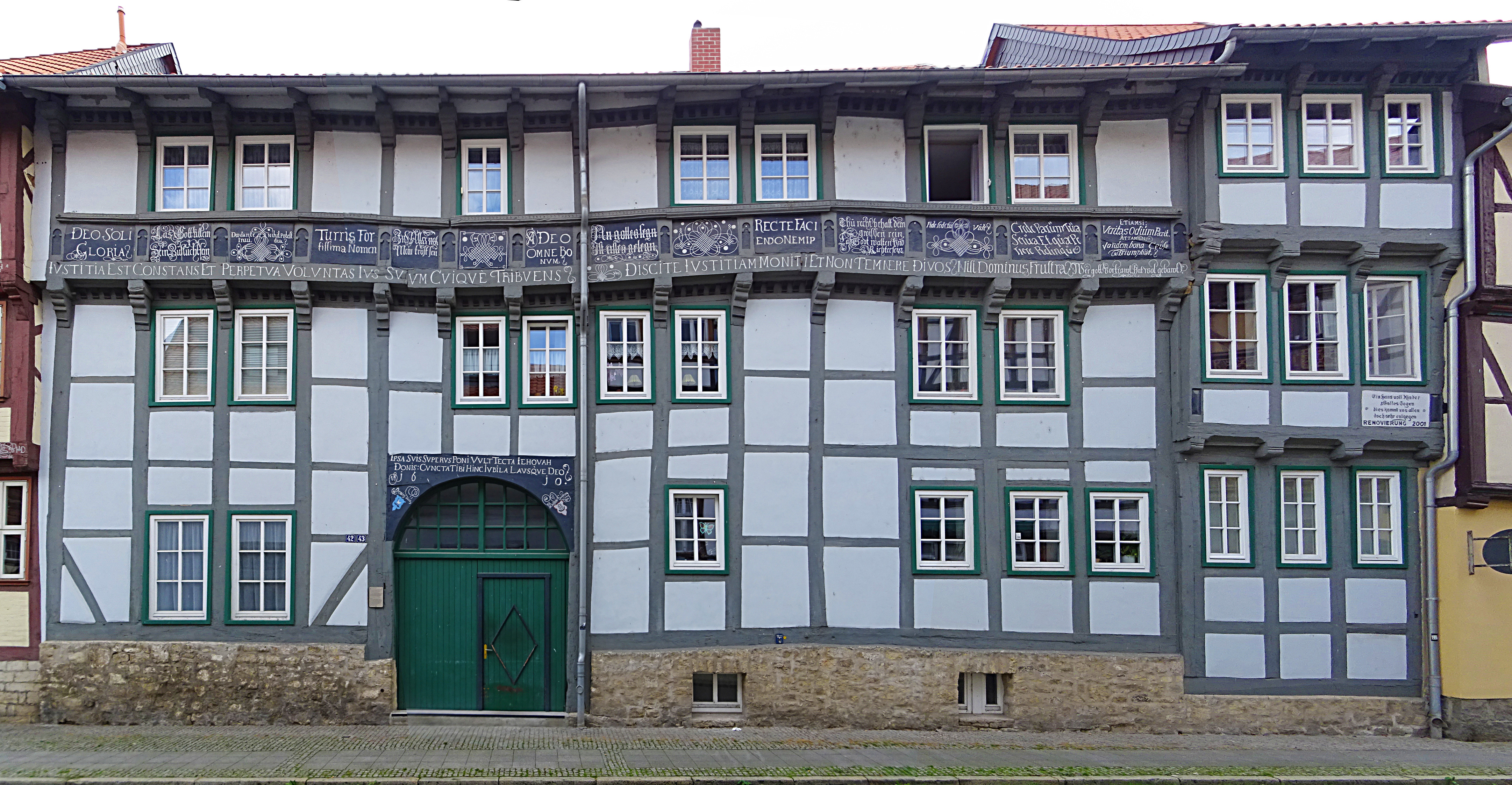
Ehemaliges Brauhaus und Gasthaus „Zur Rose“ (1610)

Osterwieck ist eine Stadt im Landkreis Harz in Sachsen-Anhalt (Deutschland). Die Stadt liegt am Südhang des Großen Fallsteins und am rechten Ufer der Ilse.

## Geschichte
Der weithin tradierten offiziellen Legende zufolge wurde der Ort erstmals erwähnt, als Karl der Große 780 in seinen Feldzügen gegen die heidnischen Sachsen die Oker überschritt und „an dem Orte Saligenstede“ eine Kirche gründete. Diese erste Kirche soll dem heiligen Stephanus gewidmet gewesen sein und zum Sitz eines Missionszentrums geworden sein, zu dessen Leiter angeblich Hildegrim ernannt wurde. Hildegrim ist aber für 796 als Diakon bezeugt und wurde erst 803 Bischof von Chalons. Das Missionszentrum soll dann um 804 von Seligenstadt nach Halberstadt verlegt worden sein.
Neueren Forschungen zufolge beruht dieser Gründungsmythos auf den Gesta episcoporum Halberstadensium, deren Stufe „H“ während der letzten Jahre des Episkopats Bischof Hildewards verfasst wurde. Als Verfasser wird ein Hildeward naher Geistlicher angenommen, wobei es Indizien gibt, dass der Bischof möglicherweise selbst Anteil an den Chroniken hatte. Aus der Textanalyse geht hervor, dass die Darstellung des 10. Jahrhunderts auf den mündlich tradierten Erinnerungen der Bischöfe beruht, während es für das 8. und 9. Jahrhundert keine Überlieferungen gab und der Verfasser die Chronik ausschmückte, um die Bedeutung des Bistums Halberstadt zu überhöhen.
974 gab Kaiser Otto II. dem Bistum „Münze und Zoll in Seligenstadt“. Die Urkunde vom 1. April 974 wurde zur Grundlage für die 1000-Jahr-Feier 1974. Otto II. verlieh dem Ort auch das Markt- und Verkehrsrecht (mercatus), ferner wurde er zur ältesten Münzstätte im Bistum Halberstadt. Zollfreiheit und das Recht, Zölle zu erheben, waren weitere bedeutende Privilegien. Der Ort wurde als Ostrewic, dann als „gemeiniglich Asterwiek“ bezeichnet. Der neue Name tritt auf schriftlich erstmals 1073 in einem Brief des Erzbischofs Liemar von Bremen an die Bischöfe Hezilo von Hildesheim und Burchard II. von Halberstadt. Darin geht es um seine Fehde mit dem Bischof von Verden und Graf Hermann von Lüneburg.
Angeblich brannte die Stadt 1511 fast völlig ab, doch gibt es hierzu keinerlei schriftliche Belege. In dem seit 1353 geführten Stadtbuch hat der Osterwiecker Stadtschreiber zwar eine große Wasserflut für das Jahr 1495 notiert, doch über einen verheerenden Brand von 1511 wird nicht berichtet. Anzunehmen ist, dass es zwar einzelne Brände gab, doch dass die Stadt niemals ganz abgebrannt ist. Viele der in der darauf folgenden Zeit errichteten Häuser überstanden aber die nachfolgenden Feuersbrünste, zuletzt 1844, als rund 30 Häuser vernichtet wurden. Der Kern der Innenstadt wurde bereits in den 1970er Jahren saniert: 100 Häuser standen unter Denkmalschutz, inzwischen ist die gesamte Stadt mit ihren insgesamt 400 Fachwerkhäusern geschützt. Neben der nur zehn Kilometer entfernten Partnerstadt Hornburg gehört die knapp 4000 Einwohner zählende Gemeinde heute zu den schönsten Fachwerkstädten Deutschlands. Die Stadt weist ein fast vollständig geschlossenes Innenstadtensemble sämtlicher niedersächsischer Fachwerkstile aus 500 Jahren auf: der Niedersächsische Stil bietet Flechtbänder und Schiffskehlen, zur Zeit der Renaissance waren neben lateinischen Versen unentwirrbare Zauberknoten, Runen und Lebensbäume die Mode. Dass die gemeinsame niedersächsische Fachwerkstradition verbindet, zeigt die offizielle Aufnahme von Osterwieck und Wernigerode in die Deutsche Fachwerkstraße, deren Verlauf bereits so bedeutende Orte wie Celle, Quedlinburg und Goslar einschloss.
Im 18. und 19. Jahrhundert spielte die Handschuhindustrie in Osterwieck eine große Rolle. Nach der Wende schlossen die meisten Betriebe ihre Tore, lediglich die Lackfarbenfabrik wird noch betrieben. Große Hoffnung verbindet sich jetzt mit dem Fremdenverkehr.

### Eingemeindungen
Am 1. Januar 2010 schlossen sich die sieben Mitgliedsgemeinden der Verwaltungsgemeinschaft Osterwieck-Fallstein, die Gemeinden Aue-Fallstein, Berßel, Bühne, Lüttgenrode, Rhoden, Schauen, Wülperode, und die Stadt Osterwieck zur neuen Stadt Osterwieck zusammen. Die früheren Gemeinden – bei Aue-Fallstein die Ortschaften dieser Gemeinde – wurden zu Ortschaften von Osterwieck. Die Fläche der Stadt vergrößerte sich von 22,05 km² auf 212,67 km², die Einwohnerzahl von 3.735 auf 12.348 (Stand: 31. Dezember 2008).
| Ehemalige Gemeinde    | Datum                                         | Anmerkung |
| --------------------- | --------------------------------------------- | --- |
| Aue-Fallstein         | 1. Januar 2010                                | |
| Berßel                | 1. Januar 2010                                | |
| Bühne                 | 1. Januar 2010                                | |
| Dardesheim            | 11. September 2003                            | Zusammenschluss mit sechs weiteren Gemeinden zu Aue-Fallstein                                                       |
| Dreirode              | 1. September 1990                             | Umbenennung in Wülperode                                                                                            |
| Deersheim             | 11. September 2003                            | Zusammenschluss mit sechs weiteren Gemeinden zu Aue-Fallstein                                                       |
| Göddeckenrode         | 1. Juli 1950                                  | Zusammenschluss mit Suderode und Wülperode zu Dreirode                                                              |
| Hessen                | 11. September 2003                            | Zusammenschluss mit sechs weiteren Gemeinden zu Aue-Fallstein                                                       |
| Hoppenstedt           | 1. Juli 1950                                  | Eingemeindung nach Bühne                                                                                            |
| Lüttgenrode           | 1. Januar 2010                                | |
| Osterode am Fallstein | 11. September 2003                            | Zusammenschluss mit sechs weiteren Gemeinden zu Aue-Fallstein                                                       |
| Rhoden                | 1. Januar 2010                                | |
| Rimbeck               | 1. Juli 1950                                  | Eingemeindung nach Bühne                                                                                            |
| Rohrsheim             | 11. September 2003                            | Zusammenschluss mit sechs weiteren Gemeinden zu Aue-Fallstein                                                       |
| Schauen               | 1. Januar 2010                                | |
| Stötterlingen         | 1. Juli 1973                                  | Eingemeindung nach Lütgenrode                                                                                       |
| Suderode              | 1. Juli 1950                                  | Zusammenschluss mit Göddeckenrode und Wülperode zu Dreirode                                                         |
| Veltheim              | 11. September 2003                            | Zusammenschluss mit sechs weiteren Gemeinden zu Aue-Fallstein                                                       |
| Wülperode             | 1. Juli 1950 1. September 1990 1. Januar 2010 | Zusammenschluss mit Göddeckenrode und Suderode zu Dreirode, Umbenennung von Dreirode, Eingemeindung nach Osterwieck |
| Zilly                 | 11. September 2003                            | Zusammenschluss mit sechs weiteren Gemeinden zu Aue-Fallstein                                                       |

## Bevölkerung
| Jahr | Einwohner |
| ---- | --------- |
| 1589 | 4.000     |
| 1640 | 1.000     |
| 1759 | 1.250     |
| 1804 | 2.505     |
| 1828 | 2.970     |
| 1837 | 3.104     |

| Jahr | Einwohner |
| ---- | --------- |
| 1880 | 4.038     |
| 1895 | 6.378     |
| 1916 | 4.368     |
| 1931 | 5.518     |
| 1946 | 6.081     |
| 1958 | 5.858     |

| Jahr | Einwohner |
| ---- | --------- |
| 1990 | 04.546    |
| 2006 | 03.810    |
| 2010 | 12.032    |
| 2015 | 11.292    |
| 2020 | 11.016    |

| Jahr | Einwohner |
| ---- | --------- |
| 2021 | 11.012    |
| 2022 | 11.247    |
| 2023 | 11.120    |
| 2024 | 11.045    |

ab 1990: Stand: 31. Dezember des jeweiligen Jahres (Angaben des Statistischen Landesamtes Sachsen-Anhalt), ab 2011 auf Basis des Zensus 2011, ab 2022 auf Basis des Zensus 2022
Der starke Anstieg der Einwohnerzahl zwischen 2006 und 2010 ist auf Eingemeindungen zurückzuführen.

## Politik

### Stadtrat
Der Stadtrat von Osterwieck besteht entsprechend der Einwohnerzahl der Stadt aus 28 Mitgliedern und dem Bürgermeister. Die Kommunalwahl am 9. Juni 2024 führte bei einer Wahlbeteiligung von 66,7 % zu folgendem Ergebnis:
| Partei / Wählergruppe                              | Stimmenanteil 2019 | Sitze 2019 |        | Stimmenanteil 2024 | Sitze 2024 |
| -------------------------------------------------- | ------------------ | ---------- | ------ | ------------------ | ---------- |
| CDU                                                | 21,8 %             | 6          | 22,4 % | 6                  |            |
| AfD                                                | 07,8 %             | 1          | 18,3 % | 4                  |            |
| Bürger unseres Kreises ohne Parteibuch e.V. (BUKO) | 12,3 %             | 3          | .      | 3                  |            |
| Die Linke                                          | 09,2 %             | 2          | 05,1 % | 2                  |            |
| Wählergemeinschaft Lüttgenrode - Stötterlingen     | –                  | –          | .      | 2                  |            |
| SPD                                                | 07,5 %             | 2          | 03,6 % | 1                  |            |
| Bündnis 90/Die Grünen                              | 04,6 %             | 1          | 02,8 % | 1                  |            |
| Wählergemeinschaft Deersheim                       | 05,6 %             | 2          | .      | 1                  |            |
| Wählergemeinschaft Förderverein Dardesheim         | 05,2 %             | 2          | .      | 1                  |            |
| Wählergemeinschaft Berßel                          | 04,7 %             | 1          | .      | 1                  |            |
| Aktive Bürger                                      | 04,4 %             | 1          | .      | 1                  |            |
| Bürgerinitiative Zilly                             | 04,0 %             | 1          | .      | 1                  |            |
| Aktiv für Rhoden                                   | 03,4 %             | 1          | .      | 1                  |            |
| Wählergemeinschaft Veltheim                        | 03,0 %             | 1          | .      | 1                  |            |
| Interessengemeinschaft Osterwieck (IGO)            | 02,7 %             | 1          | .      | 1                  |            |
| Wählergemeinschaft Rimbeck, Bühne, Hoppenstedt     | 02,8 %             | 1          | .      | –                  |            |
| Einzelbewerber René Kröber                         | 01,1 %             | –          | –      | –                  |            |
| Insgesamt                                          | 100 %              | 26         | 100 %  | 27                 |            |

Bei der Wahl 2019 entfielen auf die Linke drei, auf die AfD zwei Sitze, von denen jeweils einer unbesetzt blieb, weil die Parteien nur zwei bzw. einen Kandidaten nominiert hatten.
Bei der Wahl 2024 entfielen auf die AfD fünf Sitze, von denen einer unbesetzt bleibt, weil die Partei nur vier Kandidaten nominiert hatte.
2024 wurden drei Fraktionen gebildet, sie haben folgende Stärke:
- 9er Fraktion (CDU / SPD / Interessengemeinschaft Osterwieck / Wählergemeinschaft Berßel):  9 Sitze
- Freie Fraktion (Linke / Grüne / übrige Wählergemeinschaften): 14 Sitze
- AfD-Fraktion: 4 Sitze

Die starke Präsenz der Wählergemeinschaften lässt sich aus der Repräsentation der einzelnen Ortsteile erklären. Nahezu jede Ortschaft ist zur Wahl mit einer eigenen Liste angetreten, um so ein gewisses Mitspracherecht sicherzustellen.

### Bürgermeister
- 2009–2021: Ingeborg Wagenführ (parteilos)
- seit 2021: Dirk Heinemann (SPD)

Wagenführ wurde am 23. Oktober 2016 mit 67,1 % der gültigen Stimmen in ihrem Amt bestätigt. Sie wurde 2021 in den Ruhestand versetzt und trat deshalb von ihrem Amt zurück.
Heinemann wurde am 26. September 2021 mit 60,9 % der gültigen Stimmen zu ihrem Nachfolger gewählt. Seine Amtszeit beträgt sieben Jahre.

### Wappen
Die Farben der Stadt Osterwieck sind Silber (Weiß) und Rot.
| Wappen der Stadt Osterwieck | Blasonierung: „Geviert von Silber und Rot; belegt mit einer gefüllten Rose mit Butzen in verwechselten Tinkturen, Feld 2: sieben (3:2:1:1) silberne Sterne, Feld 3: sieben (2:3:2) silberne Sterne.“ |
| Wappen der Stadt Osterwieck | Das Wappen der neuen Stadt Osterwieck wurde am 18. März 2011 durch den Landkreis genehmigt. |

Wappen des Ortsteils Osterwieck
| Wappen des Ortsteils Osterwieck | Blasonierung: „Gespalten von Silber und Rot; belegt mit einer besamten gefüllten Rose in verwechselten Tinkturen.“ |
| Wappen des Ortsteils Osterwieck | Wappenbegründung: Das alte Bistum Halberstadt erhielt frühzeitig vom Kaiser den silber-rot gespaltenen Schild. In den Schild des Hochstifts Halberstadt, ihres Herrn, setzte die Stadt Osterwieck die Rose in verwechselten Tinkturen. Bereits ein Stadtsiegel des 14. Jahrhunderts enthält je eine fünfblättrige Rose (Heckenrose) links und rechts vom Heiligen Stephanus. Unter anderen sind im Jahre 1554 am alten Rathaus Wappendarstellungen mit der gespaltenen Rose im Schild angebracht. Seit 1820 wurde die Rose im Stadtsiegel verwendet. Das Wappen wurde am 2. Mai 1997 durch das Regierungspräsidium Magdeburg genehmigt. |

### Flagge
Die Flagge ist rot-weiß (1:1) gestreift (Längsform: Streifen senkrecht verlaufend) und mittig mit dem Wappen der Einheitsgemeinde Stadt Osterwieck belegt.
Flagge des Ortsteiles

Die Flagge ist rot-weiß (1:1) gestreift mit dem mittig aufgelegten Stadtwappen.

### Städtepartnerschaften
Partnerschaften bestehen mit dem unmittelbar benachbarten, doch jahrzehntelang durch die innerdeutsche Grenze getrennten Hornburg (heute Ortsteil der Gemeinde Schladen-Werla) in Niedersachsen und den Gemeinden Ardouval, Les Grandes-Ventes, Lisses und Saint-Hellier in Frankreich. Die Jumelage mit Lisses wurde 1995 von Aue-Fallstein begründet, das 2010 zu Osterwieck kam.

## Sehenswürdigkeiten und Kultur
Eine Auflistung aller denkmalgeschützten Gebäude der Stadt finden sich in der Liste der Kulturdenkmale in Osterwieck, eine Auflistung der Bodendenkmale in der Liste der Bodendenkmale in Osterwieck.

### Kirchen

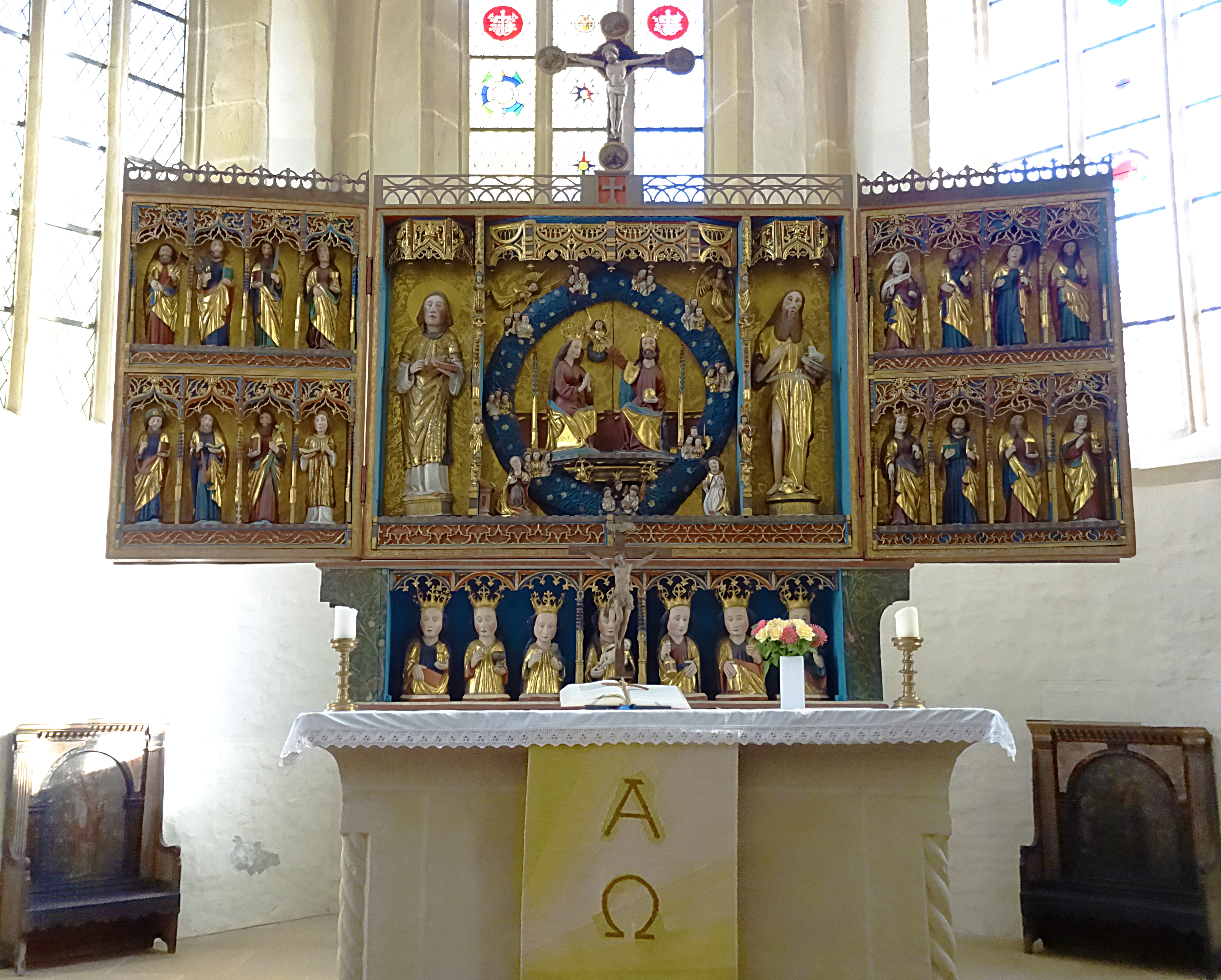
Altar von St. Stephani von 1484

- Die heutige Kirche St. Stephani ist neben der kleineren Nikolaikirche eine der beiden ältesten Kirchen von Osterwieck. Sie war stark verfallen, wurde aber nach umfangreicher Renovierung neu eröffnet. Ihre beiden 53 und 54 Meter hohen Türme stammen aus der ersten Hälfte des 12. Jahrhunderts. Die Turmspitzen wurden im 16. Jahrhundert hinzugefügt; die Türme wurden 1983 neu mit Schiefer gedeckt. Das Westwerk der Kirche ist romanischen Ursprungs, während der Chor noch im Jahr vor der Reformation, 1516, umgebaut wurde. Dazwischen liegt das Langhaus, dessen Vorgänger, durch Hochwasser und Alter baufällig geworden, 1552–1557 erneuert wurde. Dabei gelang es den Baumeistern, Chor und Altar im katholischen Charakter zu belassen, während die Halle im Stil der Reformation gehalten ist. St. Stephani ist damit der erste reformatorische Stadtkirchenbau. Die benachbarte Hornburger Kirche ist jünger und für die Wolfenbütteler Hauptkirche war das Kirchenschiff von Osterwieck sogar Vorbild. In die Arkadenbögen eingearbeitet, findet man 240 Reliefs aus Sandstein, die vom ungeheuren Selbstbewusstsein der Familien, Handwerker und Zünfte zeugen, welche sich dort verewigen ließen. Neben den auffälligen Schmucksteinen gibt es ungewöhnliche Zeichen und Zinken in den normalen Mauersteinen. Solche Gravuren brachten Steinmetze an, um für ihre Arbeit zu werben. Es besteht seit 1990 ein Kirchenbauverein, der eine umfassende Renovierung der Kirche vornahm.

- Die Kirche St. Nikolai stammt ebenfalls aus der Romanik. Sie befindet sich an der Nikolaikirchgasse und gehört ebenso wie St. Stephani zum evangelisch-lutherischen Kirchspiel Osterwieck im Kirchenkreis Halberstadt.[17]

- Die katholische Kirche St. Joseph wurde 1888 im Baustil der Neoromanik erbaut. Sie ist benannt nach Josef von Nazaret und befindet sich am Teichdamm. Ab 2010 gehörte die Kirche zur Pfarrei St. Bonifatius mit Sitz in Wernigerode, 2022 erfolgte ihre Profanierung.

### Weitere Bauwerke
- Historische Altstadt mit Gebäuden aus Gotik, Renaissance, Klassizismus und in niedersächsischem Fachwerkstil. Zahlreiche Gebäude wurden saniert.

- Die einzige noch vollständige Hofanlage inmitten der Stadt ist der Schäferhof, der nach einer Balkeninschrift auf 1527 zurückgeht. Inzwischen ist man allerdings der Meinung, dass das benachbarte Hochständerhaus um etliches älter sein könnte und möglicherweise das älteste Haus der Stadt ist. Im Schäferhof steht ein Taubenturm von 1704.

- Der Bunte Hof in der Rössingstraße 5 wurde von 1579 bis 1582 durch Ludolph I. von Rössing errichtet[18], dessen Familie dort bereits seit Mitte des 15. Jahrhunderts Grundbesitz hatte. Er blieb bis 1847 im Besitz der Freiherren von Rössing.[19] Heute ist nur noch der Südflügel erhalten. Wohl an diesem Ort hat sich um 1070 der bayerische Herzog Otto von Northeim im Sachsenkrieg mit sächsischen Edelleuten gegen König Heinrich IV. verbündet.

- Der Ortsteil Zilly wird durch eine spätmittelalterliche Burganlage sowie mehrere Großbauernhöfe geprägt.

- Für die Geschichte des Ortsteiles Hessen ist das Schloss Hessen von großer Bedeutung. Seine Blütezeit erlebte es unter Heinrich Julius, seit 1589 Herzog zu Braunschweig-Lüneburg und Fürst von Braunschweig-Wolfenbüttel.

- Im Ortsteil Berßel befindet sich ein altes Rittergut.

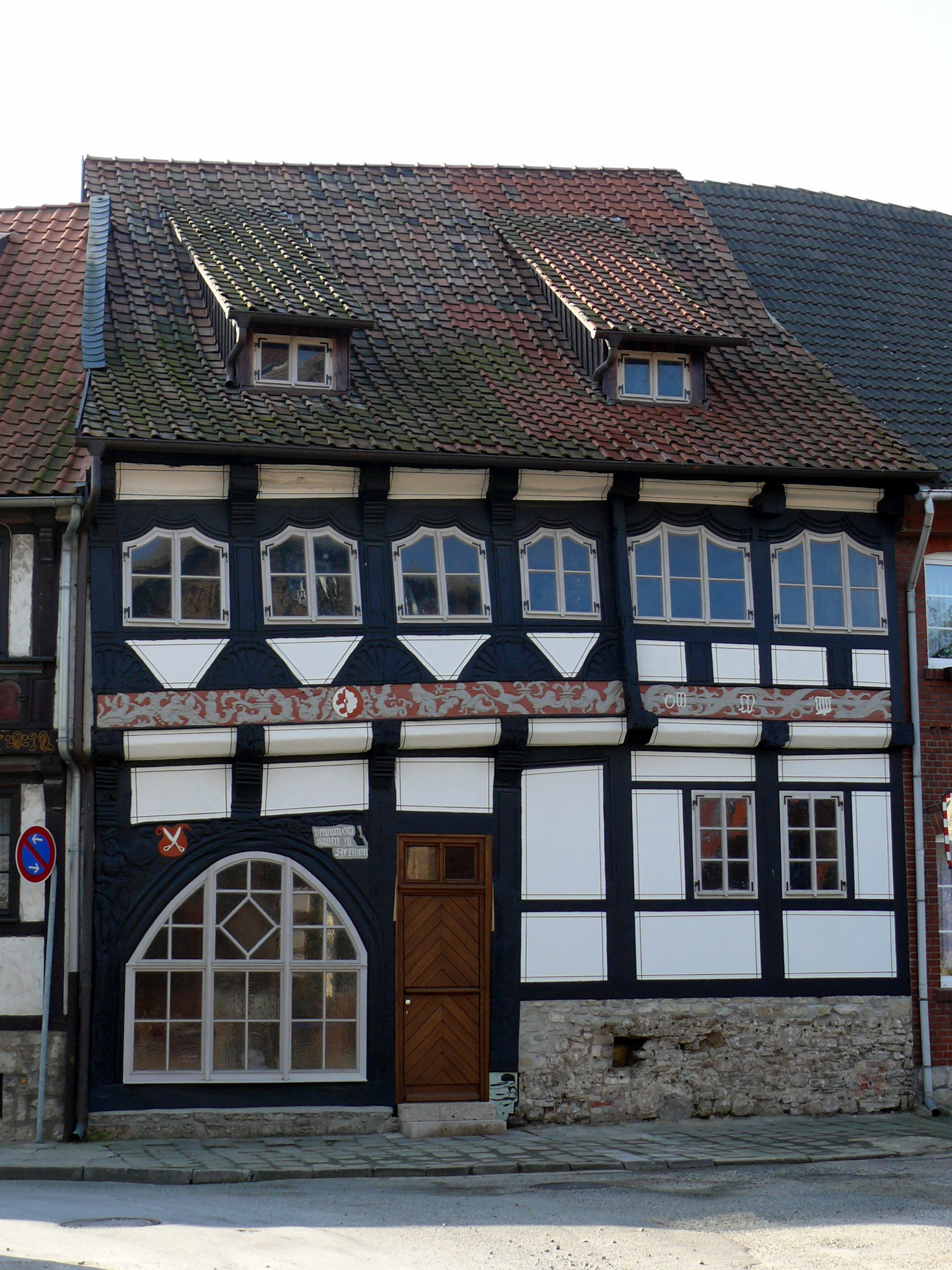
Eulenspiegelhaus von Simon Stappen
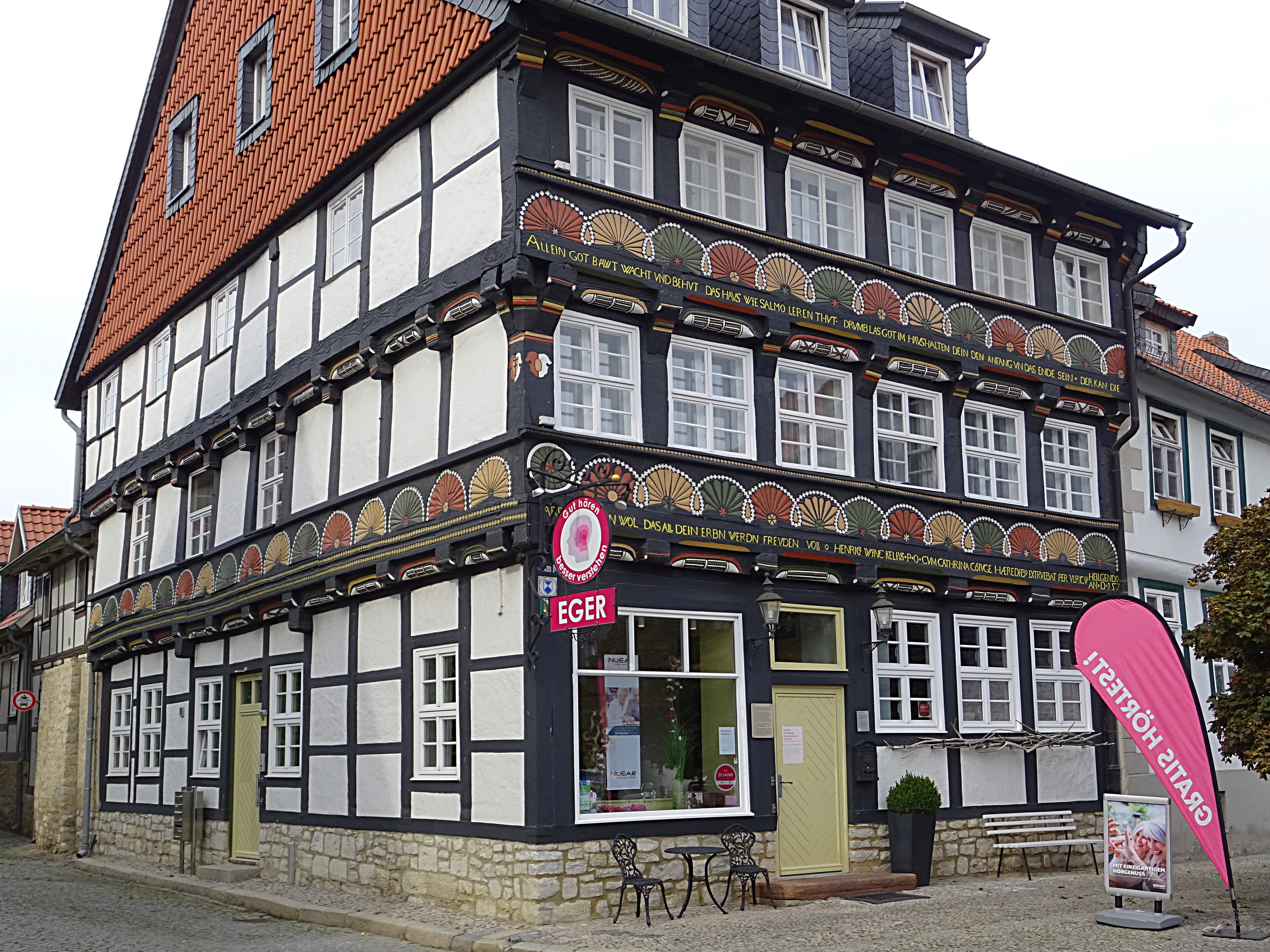
Haus Markt 14
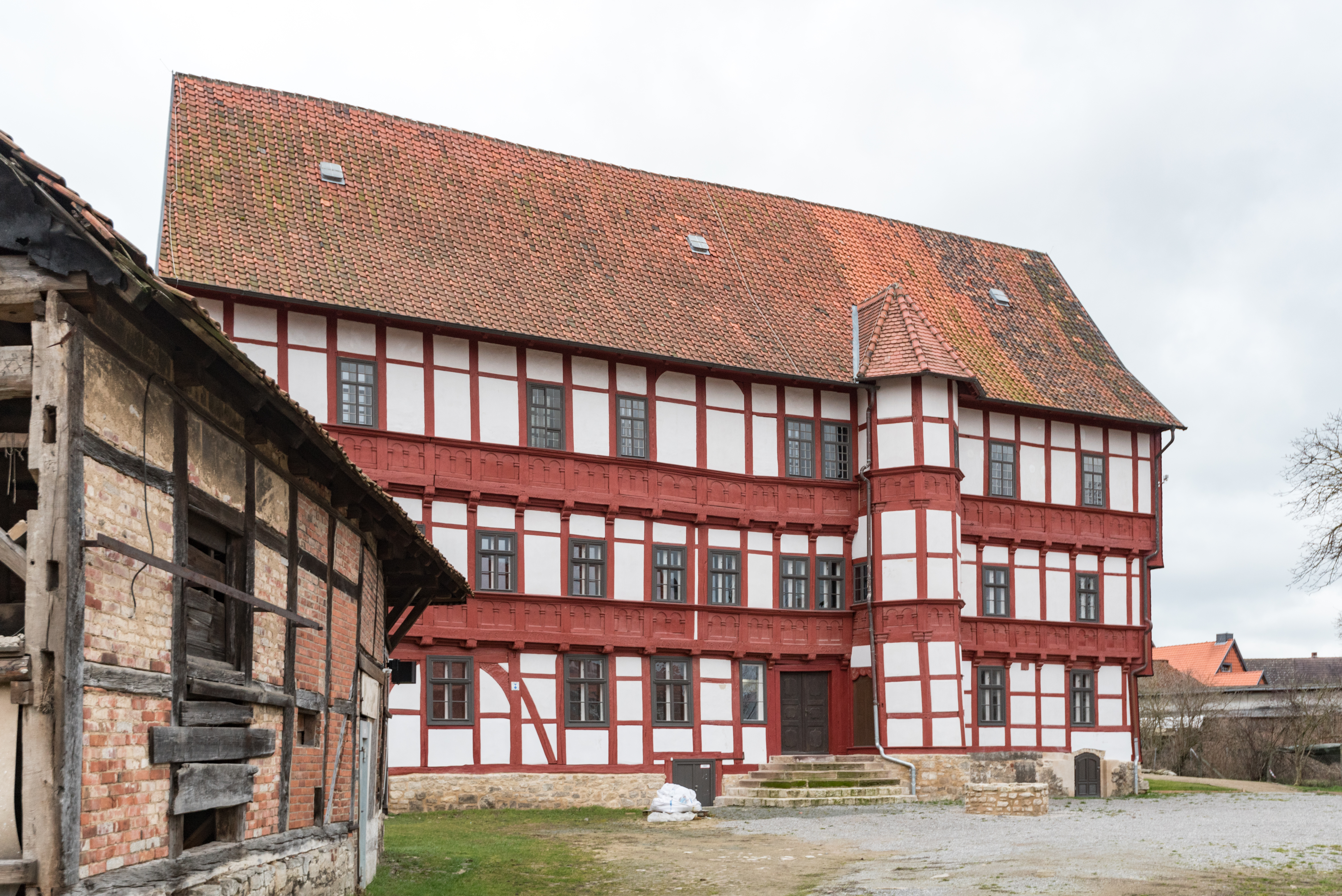
Bunter Hof
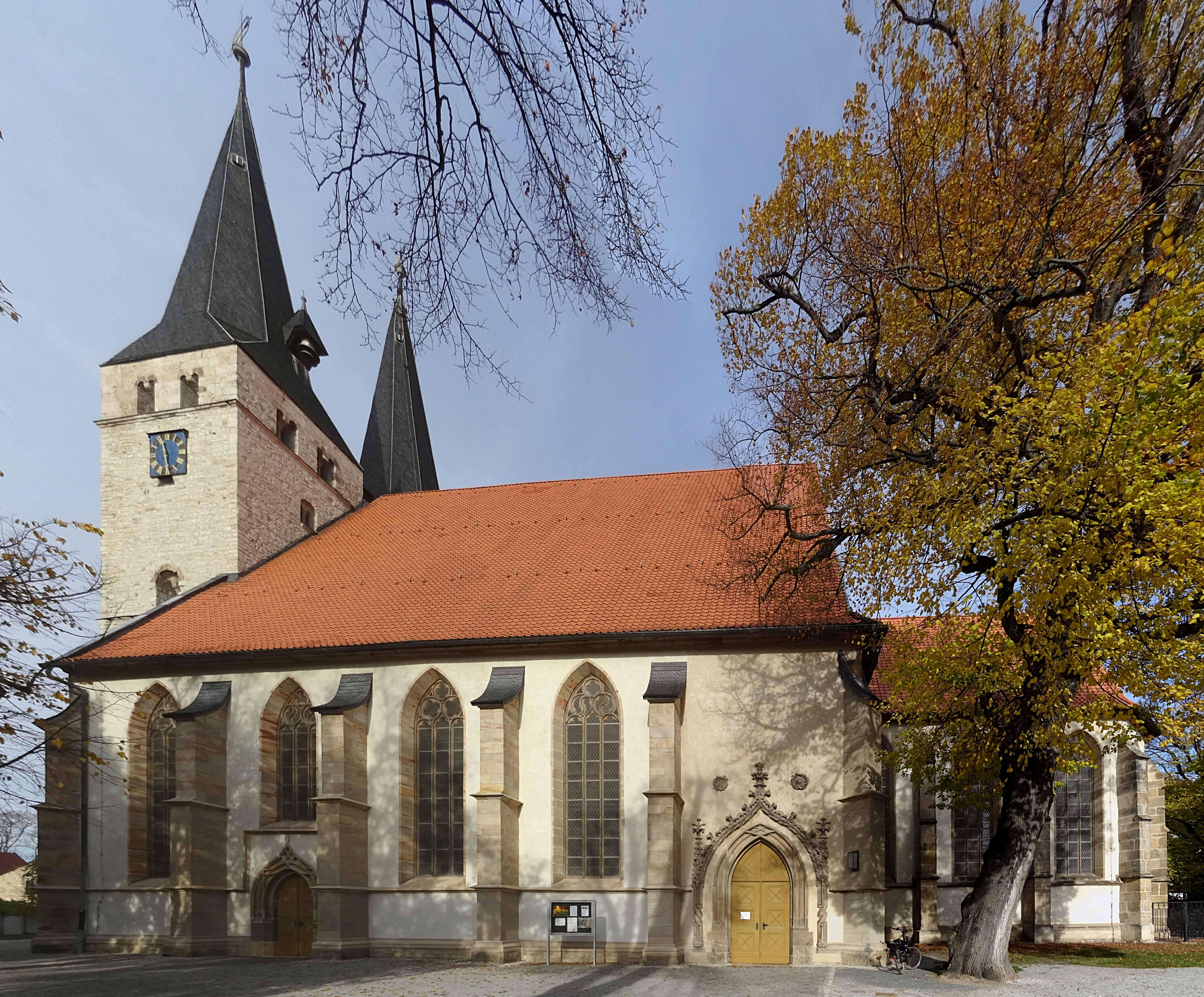
Kirche St. Stephani
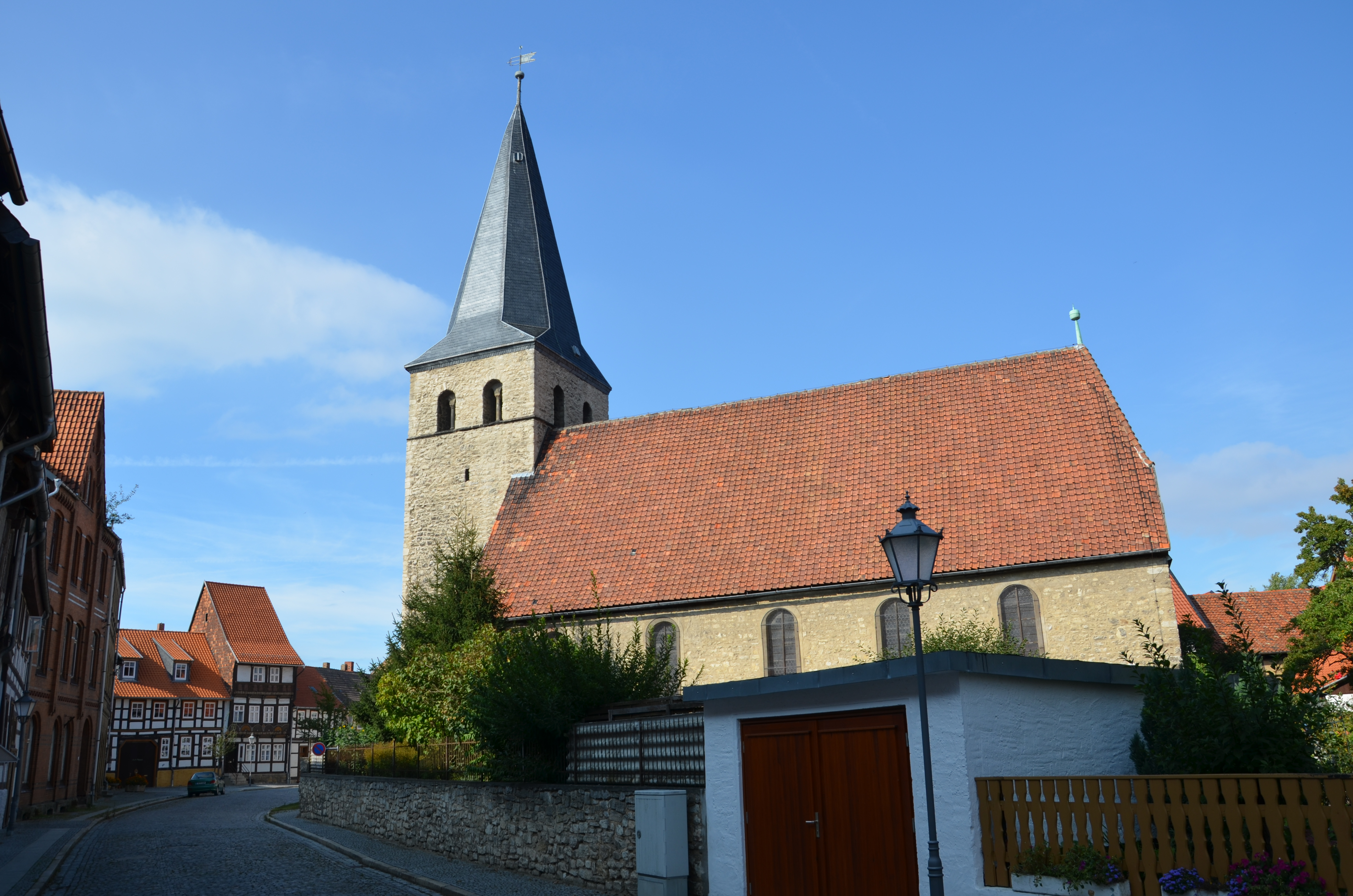
Nikolaikirche
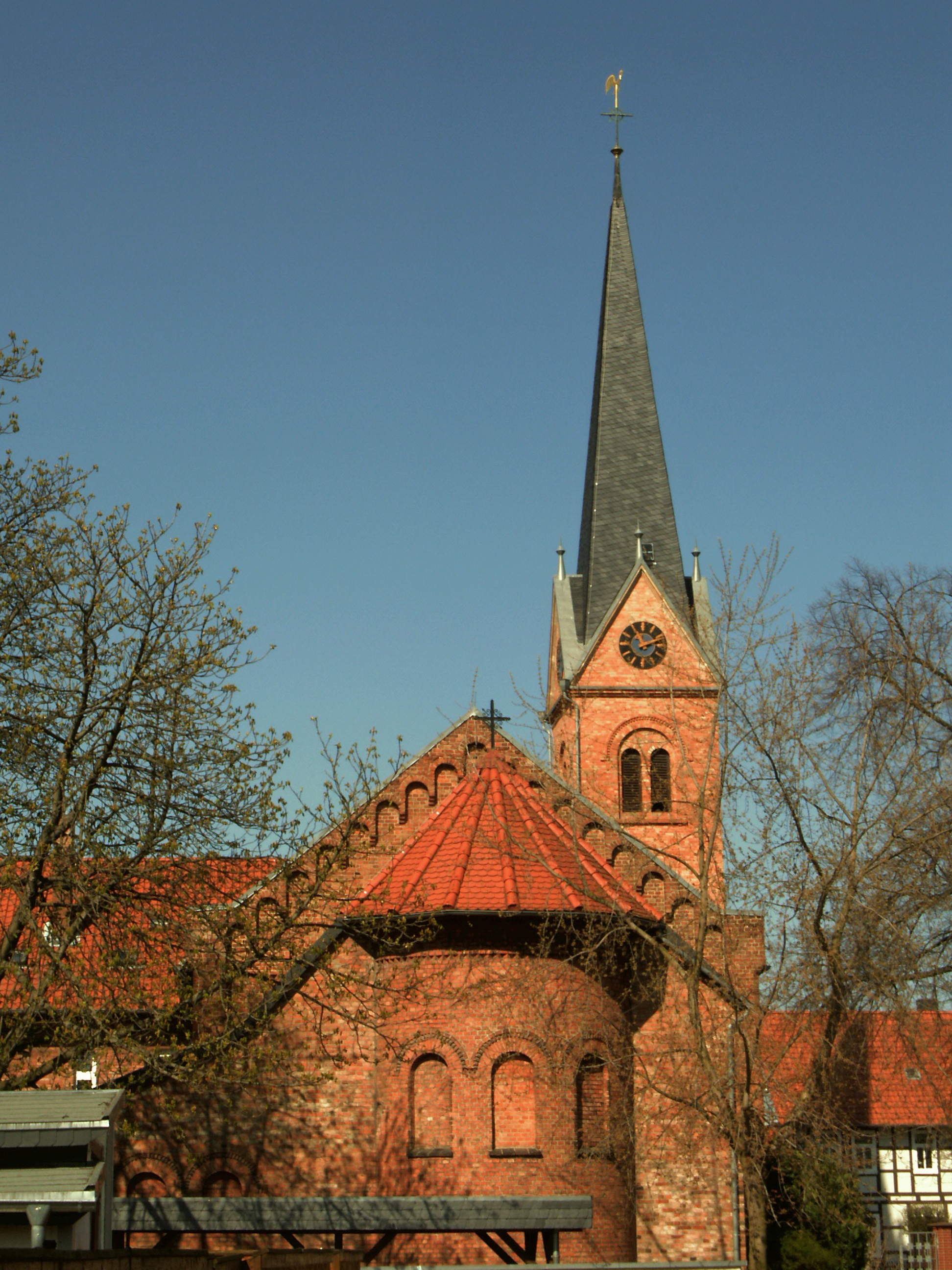
St.-Joseph-Kirche

### Gedenkstätten
- Bismarckturm
- Grabstätten auf dem Ortsfriedhof für 16 namentlich bekannte Personen, die während des Zweiten Weltkrieges nach Deutschland verschleppt und Opfer von Zwangsarbeit wurden, sowie zwei unbekannte Rotarmisten und einen namentlich bekannten Deutschen jüdischer Herkunft.

### Museen
- Das Heimatmuseum am Marktplatz befindet sich in dem ältesten Haus Osterwiecks. Es wurde erstmals 1265 erwähnt und im 15. Jahrhundert ausgebaut. Es diente lange als Rathaus. Die Sammlung enthält Abteilungen zur Geschichte der Stadt Osterwieck, angefangen bei prähistorischen Exponaten.

## Wirtschaft und Infrastruktur

### Wirtschaft
Den Schwerpunkt der Wirtschaft bilden Metallverarbeitung, Maschinenbau, chemische Industrie sowie regenerative Elektrizitätserzeugung.
Zu den größten und bekanntesten Unternehmen zählen Gleitlager und Metallverarbeitung GmbH, Ramme-Elektro-Maschinen-Bau GmbH, Reinstmetalle Osterwieck (Recylex), Alstab Oberflächentechnik GmbH, Lankwitzer Lackfabrik GmbH, Göschl Metallbau GmbH, Bio-Geflügelhof Deersheim, Borek Kommunikation sowie der Windpark Druiberg.

### Verkehr
Die Gemeinde verfügt über keinen Bahnanschluss mehr. Die Bahnstrecke Wasserleben–Börßum wurde einst durch die deutsche Teilung unterbrochen und nur noch östlich der Grenze bedient. Im Stadtgebiet von Osterwieck befanden sich die Bahnhöfe Osterwieck, Osterwieck West, Stötterlingen und Hoppenstedt. Der Personenverkehr auf dem Teilstück bis Osterwieck West wurde zum 28. September 2002 stillgelegt, die Trasse ist noch erhalten.
Der öffentliche Personennahverkehr wird unter anderem durch den PlusBus des Bahn-Bus-Landesnetz Sachsen-Anhalt erbracht. Folgende Verbindung führt durch Osterwieck:
- Linie 210: Halberstadt ↔ Ströbeck ↔ Athenstedt ↔ Dardesheim ↔ Osterwieck ↔ Vienenburg

Zudem ist Osterwieck ein Verkehrsknoten im Busnetz der Harzer Verkehrsbetriebe.
Westlich und südlich von Osterwieck verläuft die A 36, die über die Anschlussstellen Vienenburg-Ost, Abbenrode oder Stapelburg zu erreichen ist. Die Ortschaften der Gemeinde werden durch die L87, L88 und L89 erschlossen.

### Bildung
Osterwieck verfügt über drei Grundschulen, eine Sekundarschule und ein Gymnasium:
- Grundschule Bühne
- Grundschule „Sonnenklee“ Osterwieck
- Grundschule Hessen
- Sekundarschule Thomas Mann (im Ortsteil Dardesheim)
- Fallstein-Gymnasium

### Kinderbetreuung
Ferner verfügt die Stadt Osterwieck über viele Kinderbetreuungseinrichtungen
- Kita „Kleine Strolche“ Wülperode
- Kita „Abenteuerland“ Deersheim
- Kita „Fallsteinzwerge“ Rhoden
- Kita „Hollerbusch“ Hessen
- Kita „Ilsespatzen“ Bühne
- Kita „Lütti’s Rasselbande“ Lüttgenrode
- Kita „Märchenburg“ Zilly
- Kita „Rohrspatzen“ Rohrsheim
- Kita „Sonnenschein“ Berßel
- Kita „Zwergenklus“ Dardesheim
- Kita „Kinderland am Langenkamp“ Osterwieck
- AWO Kita Schauen
- AWO Kita „Kinderhaus an der Ilse“ Osterwieck